# لوری اندرسون
لوری اندرسون (انگلیسی: Laurie Anderson؛ زادهٔ ۵ ژوئن ۱۹۴۷) یک موسیقی‌دان اهل ایالات متحده آمریکا است. وی از سال ۱۹۷۵ میلادی تاکنون مشغول فعالیت بوده‌است.